# 孔聖馬爾通
孔聖馬爾通是匈牙利的城鎮，位於該國中部，由亞斯-瑙吉孔-索爾諾克州負責管轄，面積143.65平方公里，2011年人口8,496，其中約一半居民信奉天主教。